# Rivière Subercase
Rivière Subercase är ett vattendrag i Kanada.   Det ligger i provinsen Québec, i den sydöstra delen av landet, 500 km norr om huvudstaden Ottawa. Rivière Subercase ligger vid sjön Lac Grasset.
Trakten runt Rivière Subercase är nära nog obefolkad, med mindre än två invånare per kvadratkilometer.